# فران هوزر
فران هوزر (بالإنجليزية: Fran Hauser)‏ هي مسيرة أعمال أمريكية، ولدت في 28 أكتوبر 1968 في ريدجو كالابريا في إيطاليا.